# زیباپوش
زیباپوش (نام علمی: Callipepla) نام یک سرده از تیره بلدرچین جهان جدید است.

## گونه‌ها
- بلدرچین کالیفرنیا (Shaw, 1798) – California quail
- بلدرچین برازنده (Vigors, 1829) – elegant quail
- بلدرچین گمبل (Gambel, 1843) – Gambel's quail
- بلدرچین پولکدار (Vigors, 1830) – scaled quail[۱]